# Ferrière-sur-Beaulieu
Ferrière-sur-Beaulieu è un comune francese di 714 abitanti situato nel dipartimento dell'Indre e Loira nella regione del Centro-Valle della Loira.

## Società

### Evoluzione demografica
Abitanti censiti